# Радвань-над-Лаборцом
Радвань-над-Лаборцом (словац. Radvaň nad Laborcom) — село и одноимённая община в районе Медзилаборце Прешовского края Словакии.

## География
Село расположено в восточной части края, на берегах реки Лаборец, при автодороге 559. Абсолютная высота — 222 метра над уровнем моря. Площадь муниципалитета составляет 20,12 км².

## История
В письменных источниках начинает упоминаться с 1379 года. Радвань-над-Лаборцом была образована в 1964 году путём слияния деревень Нижни-Радвань и Вишни-Радвань.

## Население
| Год:                | 1994 | 2004    | 2014    | 2024     |
| ------------------- | ---- | ------- | ------- | -------- |
| Количество человек: | 571  | 591     | 575     | 517      |
| Разница:            |      | +3,50 % | −2,70 % | −10,08 % |

По данным последней официальной переписи 2021 года, численность населения Радвани-над-Лаборцом составляла 526 человек.
Национальный состав населения (по данным переписи населения 2011 года):
| Национальность | Численность, человек |
| -------------- | -------------------- |
| словаки        | 372                  |
| русины         | 165                  |
| украинцы       | 4                    |
| чехи           | 1                    |
| не указана     | 43                   |

По данным переписи 2021 года, в конфессиональном составе населения преобладали греко-католики (76,2 %), католики (12 %) и православные христиане (3,4 %).